# Loons des Great Lakes
Les Loons des Great Lakes sont une équipe de ligue mineure de baseball. Le club et basé à Midland, dans le Michigan aux États-Unis depuis 2007. Cette équipe de niveau A est depuis un club-école des Dodgers de Los Angeles de la Ligue majeure de baseball. Les Loons évoluent en Midwest League et disputent leurs matchs locaux au Dow Diamond.
Affilié à six franchises différentes depuis sa fondation en 1982, l'équipe a longtemps été club-école des Cardinals de Saint-Louis, de sa première année d'existence jusqu'en 1994 lorsqu'elle était basée à Springfield, Illinois.